# Weimarer Reden
Die Weimarer Reden sind eine Vortragsreihe, die seit 1994 jährlich im Deutschen Nationaltheater Weimar stattfindet. Die Veranstaltungsreihe ist ein Kooperationsprojekt der Stadt Weimar und des Deutschen Nationaltheaters Weimar. Sie präsentiert an vier Sonntagen – in der Regel im März jeden Jahres – Redner aus Kultur, Politik, Wissenschaft und Publizistik zu grundlegenden gesellschaftlichen Fragen unserer Zeit. Während die vortragenden Redner von 1994 bis 2013 von einem Vorredner vorgestellt wurden, werden die Veranstaltungen seit 2014 von der Journalistin Liane von Billerbeck moderiert.
Von 1994 bis 2002 wurden die Weimarer Reden von diversen Sponsoren finanziert. Die Medienpartner sind die Thüringische Landeszeitung (TLZ) und MDR 1 Radio Thüringen.

## Liste der Redner

### 1994
- Jens Reich
- Friedrich Schorlemmer
- Jurek Becker
- Rita Süssmuth
- Andrzej Szczypiorski
- Joachim Gauck

### 1995
- Tschingis Aitmatow
- Wolfgang Thierse
- Heiner Geißler
- Ralph Giordano

### 1996
- Ralf Dahrendorf
- Pavel Kohout
- Michael Wolffsohn
- Alfred Grosser

### 1997
- Wolfgang Schäuble
- Klaus Bednarz
- Egon Bahr
- Hans Koschnick

### 1998
- Hans-Dietrich Genscher
- Michel Friedman
- Guido Knopp
- Peter Scholl-Latour

### 1999
- Richard Schröder
- Wolfgang Leonhardt
- Gert Heidenreich
- John C. Kornblum
- Daniel Cohn-Bendit
- Thilo Bode

### 2000
- Marion Gräfin Dönhoff
- Erich Loest
- Michael Schindhelm

### 2001
- Stefan Heym
- Rolf Hochhuth
- Horst-Eberhard Richter
- außer der Reihe: Lesung mit Alexander Osang

### 2002
- Bassam Tibi
- Alice Schwarzer
- Christoph Dieckmann
- Susan Sontag und Sigrid Löffler
- Joschka Fischer
- außer der Reihe: Lesung mit Günter Grass

### 2003
- Christina Weiss
- Marcel Pott
- Sigrid Löffler
- Lenka Reinerová
- Adolf Muschg

### 2004
- Brigitte Hamann
- Günter Verheugen
- Andreas von Bülow
- Wilhelm von Sternburg

### 2005
- Barbara Piatti
- Roger Willemsen
- Frank Schirrmacher
- Hellmuth Karasek

### 2006
- Heiko Engelkes
- Ulrich Wickert
- Jürgen W. Falter
- Guido Knopp

### 2007
- Margot Käßmann
- Heide Simonis
- Necla Kelek
- Petra Gerster

### 2008
- Klaus Töpfer
- Charlotte Knobloch
- Matthias Horx
- Gabriele Krone-Schmalz

### 2009
- Wladyslaw Bartoszewski
- Fritz Pleitgen
- Jutta Limbach
- Gerhart Baum

### 2010
- Heiner Geißler
- Wolfgang Engler
- Friedhelm Hengsbach
- Jean Ziegler

### 2011
- Susanne Schmidt
- György Dalos
- Heribert Prantl
- Adrienne Goehler

### 2012
- Erhard Eppler
- Otmar Issing
- Sven Giegold
- Gesine Schwan

### 2013
- Eberhard Tiefensee
- Hans Joas
- Heiner Bielefeldt
- Bassam Tibi

### 2014
- Jón Gnarr
- Christiane Woopen
- Ulrike Herrmann
- Daniela Dahn

### 2015
- Gerald Hüther
- Michael Zürn
- Natascha Adamowsky
- Klaus Theweleit

### 2016
- Harald Lesch
- Thomas Rosenlöcher
- Aleida Assmann

### 2017
- Feridun Zaimoglu
- Manfred Lütz
- Elisa Klapheck

### 2018
- Andrea Ypsilanti
- Heiner Flassbeck
- Hans-Joachim Maaz

## Buchveröffentlichungen
- Über Deutschland und Europa. Weimarer Reden 1999. Herausgegeben von der Stadtkulturdirektion Weimar, Format A5, 144 Seiten. Mit Reden von Richard Schröder, Wolfgang Leonhard, Gert Heidenreich, John C. Kornblum, Daniel Cohn-Bendit, Thilo Bode u. a., Weimar 1999, ohne ISBN
- Rendezvous. Unsere Affäre mit Frankreich. Weimarer Reden 2006. Weimarer Taschenbuch Verlag, ISBN 978-3937939704
- Starke Frauen – selbstbewusst – mutig – engagiert. Weimarer Reden 2007. Weimarer Taschenbuch Verlag, ISBN 978-3939964032
- Zukunft andenken: Weimarer Reden 2008. Weimarer Verlagsgesellschaft, ISBN 978-3939964162
- In guter Verfassung? Die demokratischen Prozesse in Deutschland und Europa: Weimarer Reden 2009. Weimarer Verlagsgesellschaft, ISBN 978-3939964490
- Frisst der Kapitalismus seine Kinder?: Weimarer Reden 2010. Weimarer Verlagsgesellschaft, ISBN 978-3941830066
- Europa – Markt ohne Gemeinschaft? Weimarer Reden 2011. Weimarer Verlagsgesellschaft, ISBN 978-3-941830-17-2
- Quo Vadis Europa? Weimarer Reden 2012. Weimarer Verlagsgesellschaft Im Marixverlag GmbH, ISBN 978-3865396846